# BSA Scout
De BSA Scout was een kleine sportwagen die door dochterondernemingen van BSA werd geproduceerd van 1935 tot 1939. 

## Voorgeschiedenis
BSA was als "Birmingham Small Arms Trade Association" ontstaan toen veertien wapensmeden in de omgeving van Birmingham zich verenigden in de hoop op die manier regeringsopdrachten te krijgen. Dat leek te lukken toen men rond 1905 het staatsbedrijf staatsbedrijf Royal Small Arms Factory in Sparkbrook kon overnemen van het War Office. De beloofde productie van Lee-Enfield-geweren bleef echter uit en men besloot de fabriek draaiende te houden met de productie van auto's. In 1910 werden kennis en motoren ingekocht door Daimler in Coventry ook in te lijven. De autoproductie kwam onder verantwoordelijkheid van BSA Cycles Ltd., dat fietsen produceerde. Van de later zo beroemde BSA-motorfietsen was nog geen sprake. De assemblage van de auto's vond in Coventry plaats, maar de carrosseriën werden in Sparkbrook gemaakt. De verkopen verliepen niet goed en de Eerste Wereldoorlog maakte een einde aan de autoproductie. In de jaren twintig ondernam men een tweede poging, maar van 1921 tot 1926 liepen slechts 1.000 auto's van de band. In 1929 sloeg men andere wegen in door goedkope driewielers met voorwielaandrijving te gaan produceren. Na de beurskrach van 1929 verkochten die juist goed en in 1931 werd ook Lanchester overgenomen. Hoewel de voorwielaangedreven driewielers in productie bleven, ging men nu ook goedkopere versies van Lanchester-auto's leveren, de BSA Ten en de BSA Light Six. Die productie liep tot 1936.

## BSA Scout 9 HP
Met de BSA Scout kwam er weer een vierwielige auto van eigen BSA-ontwerp, maar gebouwd door Daimler in Coventry. Men maakte gebruik van de opgedane ervaring van de driewielers en de BSA Scout kreeg dan ook voorwielaandrijving. De auto werd begin 1935 geïntroduceerd. De aanduiding "9 HP" sloeg op het door de Royal Automobile Club vastgestelde fiscaal vermogen. Het werkelijke vermogen werd niet opgegeven, maar moet ten minste 25 pk hebben bedragen. De auto kostte 149 pond en 10 shilling. 

### Motor
De motor was een viercilinderlijnmotor met zijkleppen en waterkoeling. Het was dezelfde motor die vanaf 1932 de driewielers aandreef. De hele motor was van gietijzer en de cilinderkop was afneembaar. De brandstofvoorziening werd verzorgd door een enkele Solex-carburateur. De boring bedroeg 60 mm, de slag 95 mm en de cilinderinhoud 1075 cc.

### Aandrijflijn
Via een meervoudige natte plaatkoppeling en de drieversnellingsbak werden de voorwielen aangedreven. Het differentieel lag helemaal voorin de auto. 

### Chassis
Men gebruikte een X-chassis dat ook de voorgaande modellen al hadden, maar nu had elk voorwiel vier kwart-elliptische bladveren en de auto had onafhankelijke voorwielophanging. De achterwielen hadden een starre as en elk een half-elliptische bladveer. De voorwielen hadden één transmissierem bij het differentieel, de achterwielen hadden trommelremmen. De elektrische installatie was zes volt.

## BSA Scout 10 HP (Series 2)
In oktober 1936 kreeg de motor een grotere boring (63,5 mm) waardoor hij in de 10pk-belastingklasse viel. Vandaar de aanduiding "10 HP". Klanten konden nu ook kiezen voor een dubbele Solex-carburateur, maar die kostte 5 gienjes extra. Er kwam nu ook een Four Seater.

## BSA Scout 10 HP (Series 3)
De "Series 3" verscheen ook in oktober 1936. Dit betrof varianten op het standaardmodel: een vierzitter met een kleinere tank om ruimte te maken voor de achterbank en een coupé met een door Mulliners gebouwde carrosserie.

## BSA Scout 10 HP (Series 4)
Inmiddels waren er ook "De Luxe"-versies van de BSA Scout-modellen. In 1937 verscheen de "Series 4" met hydraulische schokdempers. De transmissierem voor werd vervangen door trommelremmen.

## BSA Scout 10 HP (Series 5)
De "Series 5" van 1938 kreeg een 12-volt-installatie en de remmen werden bediend met bowdenkabels. 

## BSA Scout 10 HP (Series 6)
In oktober 1938 verscheen de "Series 6". De spaakwielen werden vervangen door wielen van geperst staal en de motor werd verbeterd met een beter koelsysteem en de krukas kreeg drie lagers in plaats van twee. De kleppen werden groter en de dwarsstroomcarburateur werd vervangen door een valstroomcarburateur. De spoorbreedte voor en achter werd gelijk en alle auto's hadden dezelfde wielbasis van 2419 mm. 
In augustus 1939 werd een cabrioletversie van de coupé aangekondigd, maar door het uitbreken van de Tweede Wereldoorlog in september werden er maar weinig geproduceerd. 

## Afbeeldingen

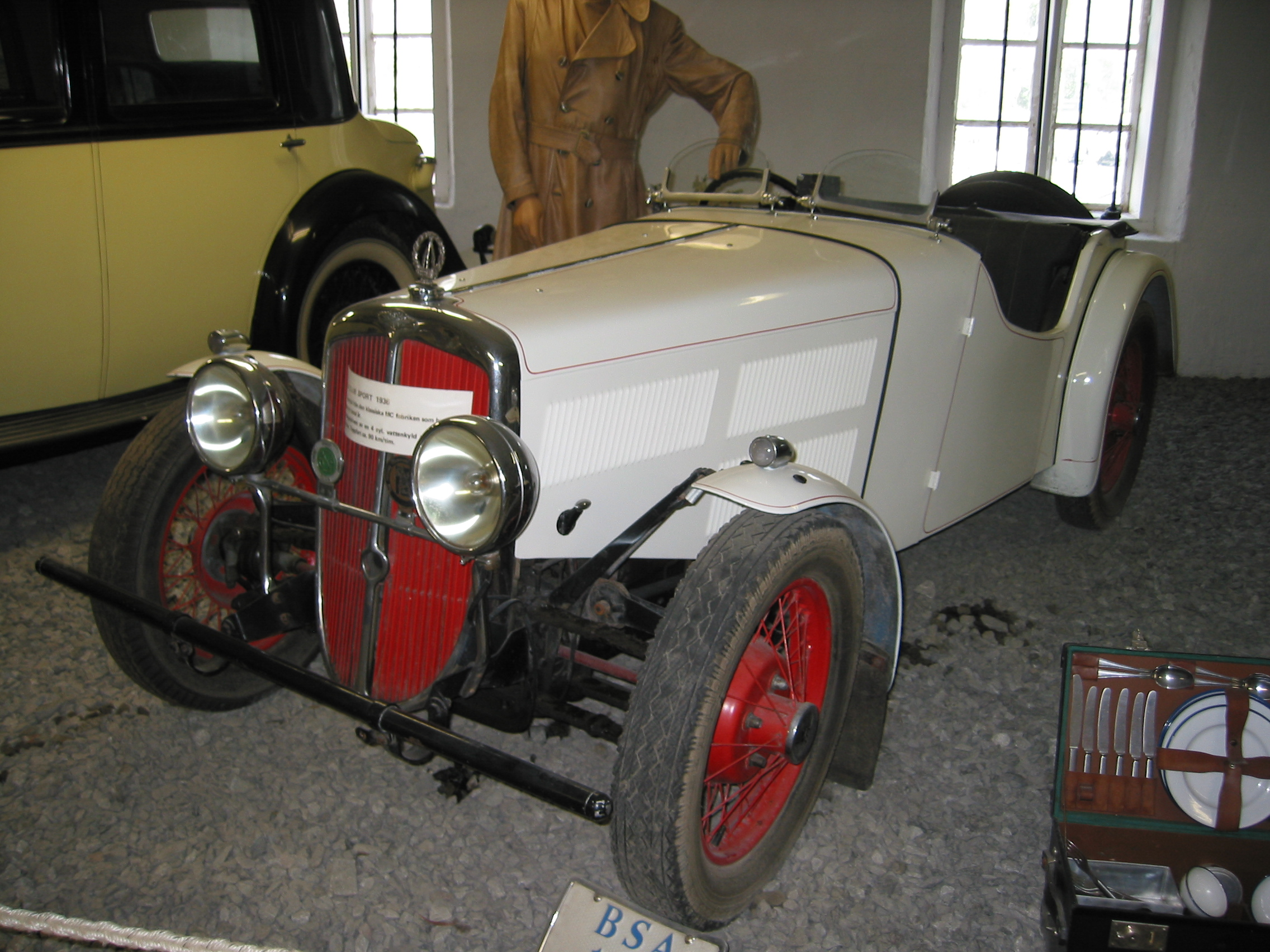
Series 2 Scout 10 HP Two Seater uit 1936
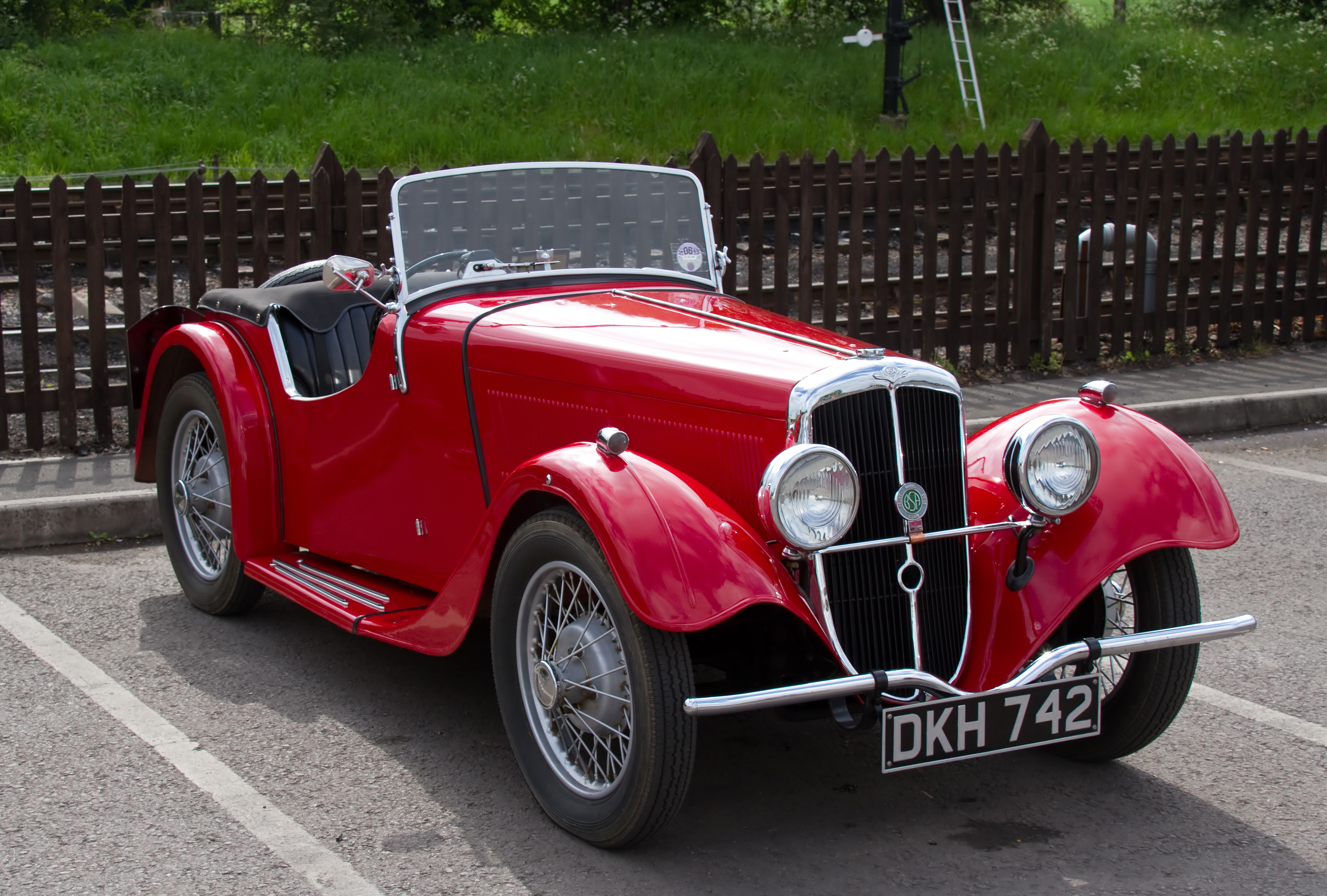
Series 4 Scout 10 HP Two Seater uit 1936
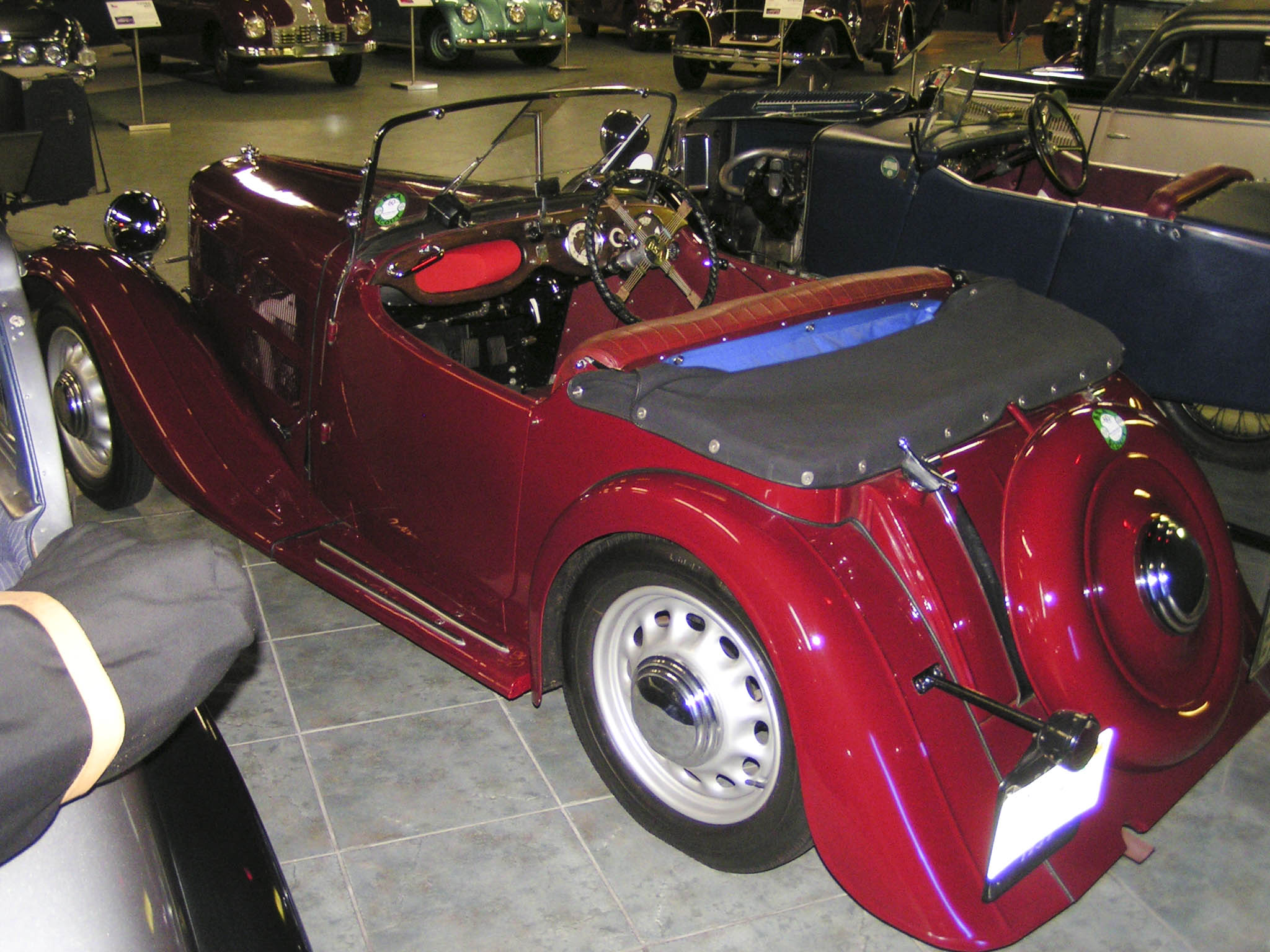
Series 6 Two Seater De Luxe uit 1939
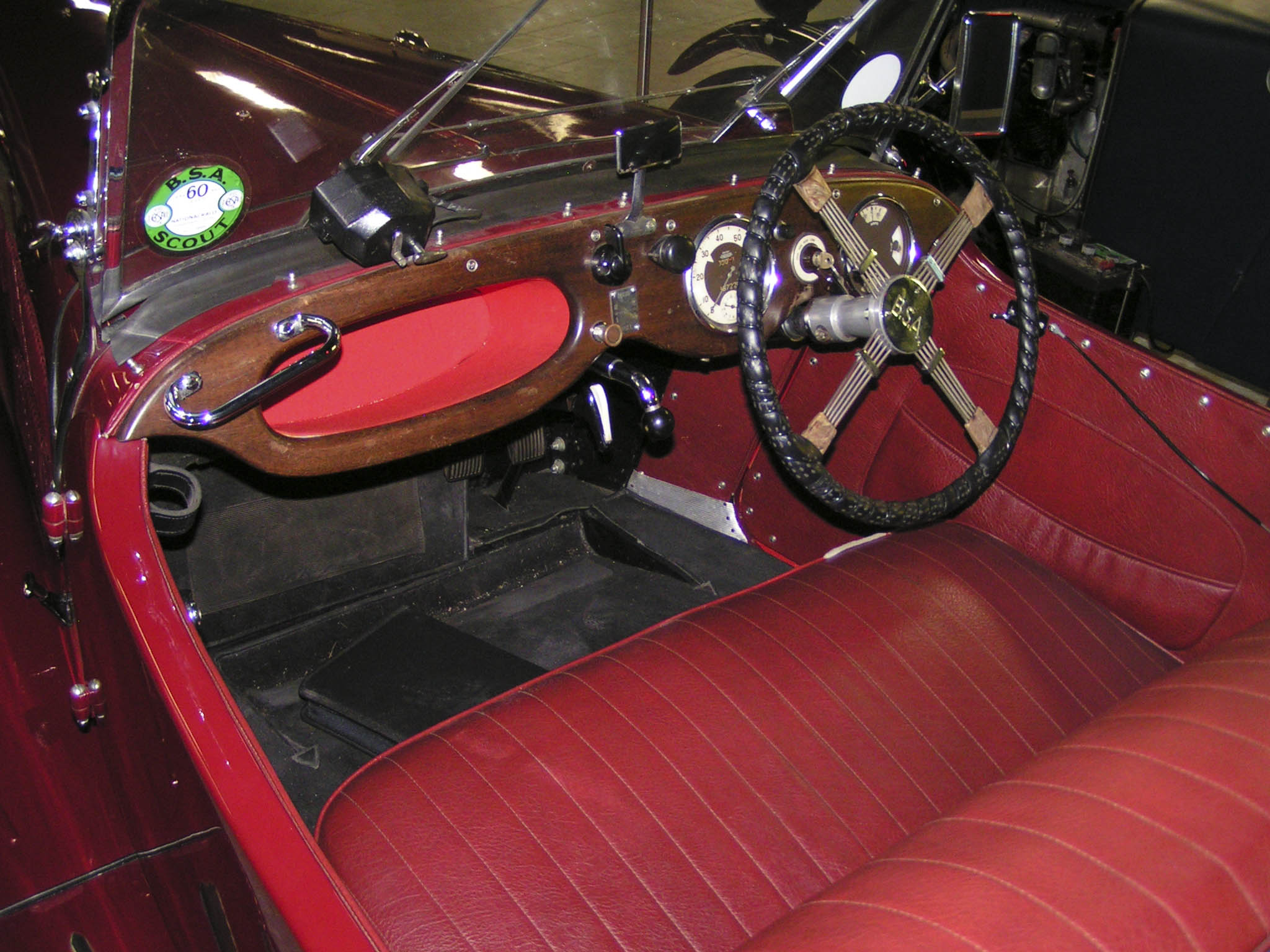
Dankzij de voorwielaandrijving had de BSA Scout een vlakke vloer.

## Technische gegevens
| BSA Scout              | 9 HP                                                                       | 10 HP                                                                      |
| ---------------------- | -------------------------------------------------------------------------- | -------------------------------------------------------------------------- |
| Periode                | 1936-1936                                                                  | 1936-1939                                                                  |
| Categorie              | Sportwagen                                                                 | Sportwagen                                                                 |
| Motortype              | Zijklepmotor                                                               | Zijklepmotor                                                               |
| Bouwwijze              | Viercilinderlijnmotor                                                      | Viercilinderlijnmotor                                                      |
| Koeling                | Vloeistof                                                                  | Vloeistof                                                                  |
| Boring                 | 60 mm                                                                      | 63,5 mm                                                                    |
| Slag                   | 95 mm                                                                      | 95 mm                                                                      |
| Cilinderinhoud         | 1075 cc                                                                    | 1203 cc                                                                    |
| Carburateur(s)         | 1 Solex                                                                    | 1 of 2 Solex (naar keuze)                                                  |
| Smeersysteem           | Wet-sumpsysteem                                                            | Wet-sumpsysteem                                                            |
| Fiscaal vermogen       | 9 pk                                                                       | 10 pk                                                                      |
| Topsnelheid            | 110 km/uur                                                                 | 110 km/uur                                                                 |
| Koppeling              | Meervoudige natte plaat                                                    | Meervoudige natte plaat                                                    |
| Versnellingen          | 3                                                                          | 3                                                                          |
| Secundaire aandrijving | Voorwielaandrijving                                                        | Voorwielaandrijving                                                        |
| Wielbasis              | 2286 mm                                                                    | Tweezitter: 2286 mm Vierzitter: 2426 mm                                    |
| Remmen                 | Transmissierem voor, Trommelremmen achter Vanaf 1937: Trommelremmen rondom | Transmissierem voor, Trommelremmen achter Vanaf 1937: Trommelremmen rondom |
| Tankinhoud             | 45 liter                                                                   | Tweezitter: 45 liter, vierzitter en coupé: 27 liter                        |
| Gewicht                | 580 kg                                                                     | Tweezitter: 580 kg Vierzitter: 640 kg Coupé: 710 kg                        |